# Jardim de Inverno
Jardim de Inverno é um livro da escritora brasileira Zélia Gattai publicado em 1988.

## História
O livro conta a história de Zélia no exílio que viveu ao lado do marido Jorge Amado, mostrando a época em que ela viveu na Checoslováquia e a sua viagem para a China. Relata o nascimento e convívio com os filhos João Jorge e Paloma.
São lembradas celebridades amigas de Zélia e Jorge como o escritor Graciliano Ramos e o presidente brasileiro Juscelino Kubitschek.